# 長門石橋

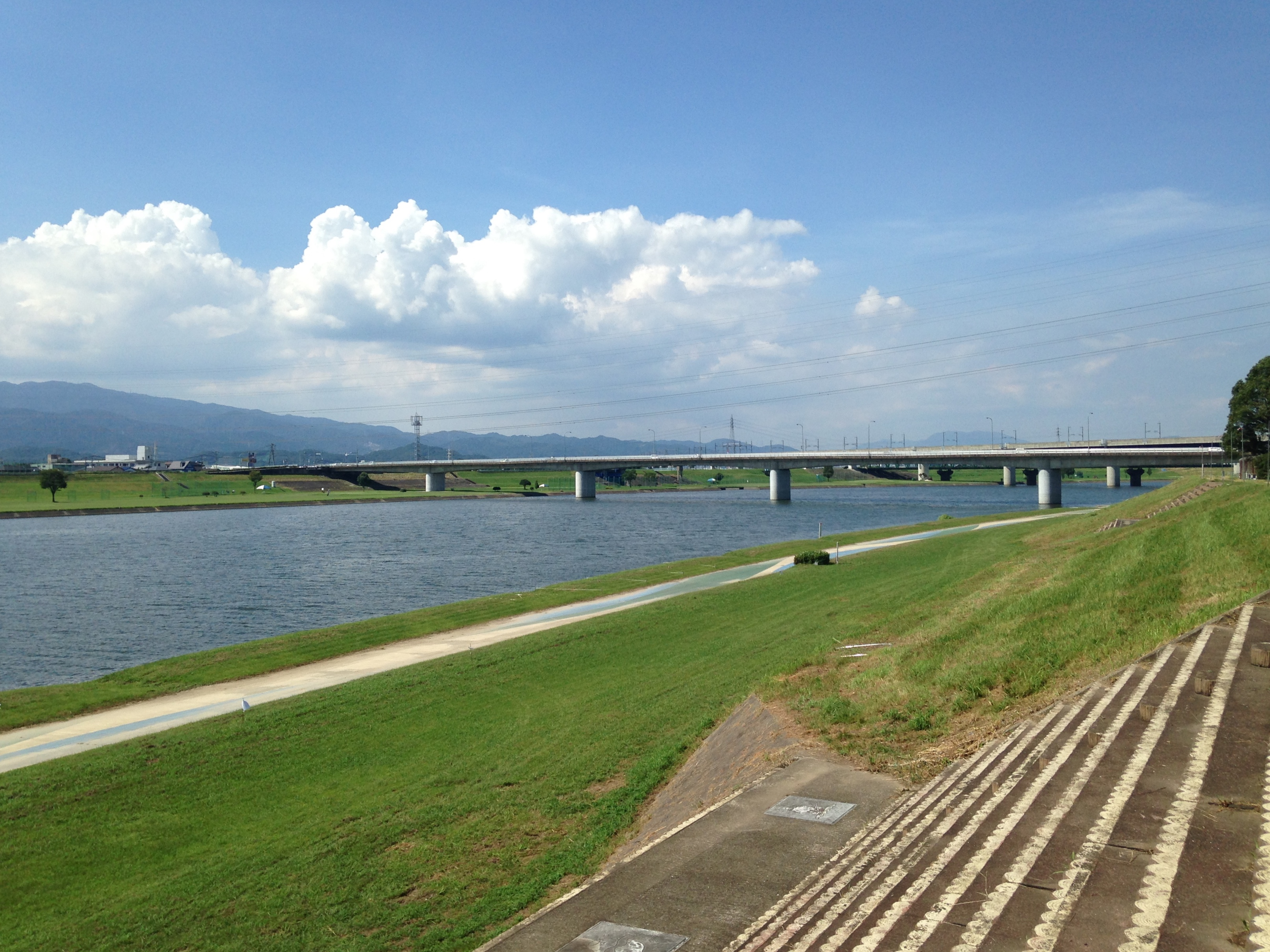
下流側から望む長門石橋

長門石橋（ながといしばし）は、福岡県久留米市を流れる筑後川にかかる橋。久留米市長門石と同市京町を結んでおり、佐賀県道・福岡県道145号江口長門石江島線、久留米市道長門石城南A1号線の路線の一部である。

## 概要
長門石橋は1974年（昭和49年）に架設された、橋長377.0m、幅員12.8mの橋である。形式は5径間連続ラーメン箱桁。
2車線で橋の両側に歩道を有する。橋の長門石側の長門石橋西交差点は、長門石橋の通りが優先となっているため、交差する道路は赤信号の時間がかなり長いために、交差する通りの渋滞が慢性化している。佐賀方面から都心方面へは右折する必要がある上に右折専用レーンがないため、1回の青信号で2、3台しか通行できないことが多い。
橋の近辺は、筑後川花火大会の京町会場となっている。
なお、隣接して1974年（昭和49年）に架設された長門石橋取付高架橋（橋長86.0m、幅員13.4m）がある。

## 下野の渡し
筑後川の佐賀県鳥栖市下野町と福岡県久留米市との間には「下野の渡し」という渡し舟があった。下野の渡しは1966年（昭和41年）からは鳥栖市営の渡船となった。
しかし、下野の渡しの渡し場の下流側に長門石橋が完成して利用者が減少したため、1977年（昭和52年）に下野の渡しは廃止された。2019年12月に「下野渡し跡」の記念碑が建立された。